# I fatti della vita
I fatti della vita è un'opera di Ronald Laing, psichiatra e filosofo scozzese.
Laing scrive questo saggio per parlare di alcuni fatti della sua vita, per collegarli a riflessioni sul concepimento e sui rapporti di esso con l'esperienza degli adulti. Gli "schizzi autobiografici" sono collegati a "mitologia, sogni e fantasie, schizzi del mondo psichiatrico e del mondo della neuroscienza umana".

## Edizioni
- Ronald Laing, I fatti della vita, Pantheon Books, 1976.
- Ronald Laing, I fatti della vita, collana Nuovo politecnico, traduzione di Camillo Pennati, Torino, Einaudi, 1978,  p. 156.